# Takaya Kagami
Takaya Kagami (鏡 貴也?, Kagami Takaya; 22 maggio 1979) è uno scrittore giapponese di light novel e manga.

## Opere
- Densetsu no yūsha no densetsu
- Itsuka tenma no kuro usagi
- Owari no Seraph[1]
- Apocalypse Alice